# Brassolis philocala
Brassolis philocala är en fjärilsart som beskrevs av Hans Ferdinand Emil Julius Stichel 1904. Brassolis philocala ingår i släktet Brassolis och familjen praktfjärilar. Inga underarter finns listade i Catalogue of Life.